# AP-9 (Spanje)
De autopista AP-9 of Autopista del Atlántico (Galicisch: Autoestrada do Atlántico) is een snelweg in het noordwesten van Spanje. Hij voert van de Portugese grens bij de rivier Rio Miño. Vanaf daar gaat het noordwaarts via Tui en de aansluiting met de autovía A-52 naar Vigo, waar een zijweg van de AP-9, de AP-9V naar de stad gaat, en de weg zelf verder naar het noorden. Na Vigo steekt de weg de Ría de Vigo over richting het schiereiland Morrazo waarbij de Coto Redondo (525 m) gepasseerd wordt. De weg gaat langs Pontevedra met een aansluiting op de N-541 en de N-550 die parallel aan de AP-9 loopt. Dan 46 km verder naar het noorden ligt Santiago de Compostella met de aansluiting op de autopista AP-53, richting het zuidoosten, alsook de wegen N-525, N-547 en N-634.
Betanzos ligt weer 52 km verder naar het noorden met daar aansluitingen op de autovía A-6 and N-VI. Hier splitst de weg zich in tweeën. De hoofdweg is 13 km lang en gaat naar het noordwesten richting A Coruña. De andere weg gaat noordwaarts rond de Ría de Betanzos via Pontedeume en de rivier Rio Eume en eindigt bij Ferrol. De weg van Ferrol naar de Portugese weg is deel van de Europese weg E-1.

## Foto's

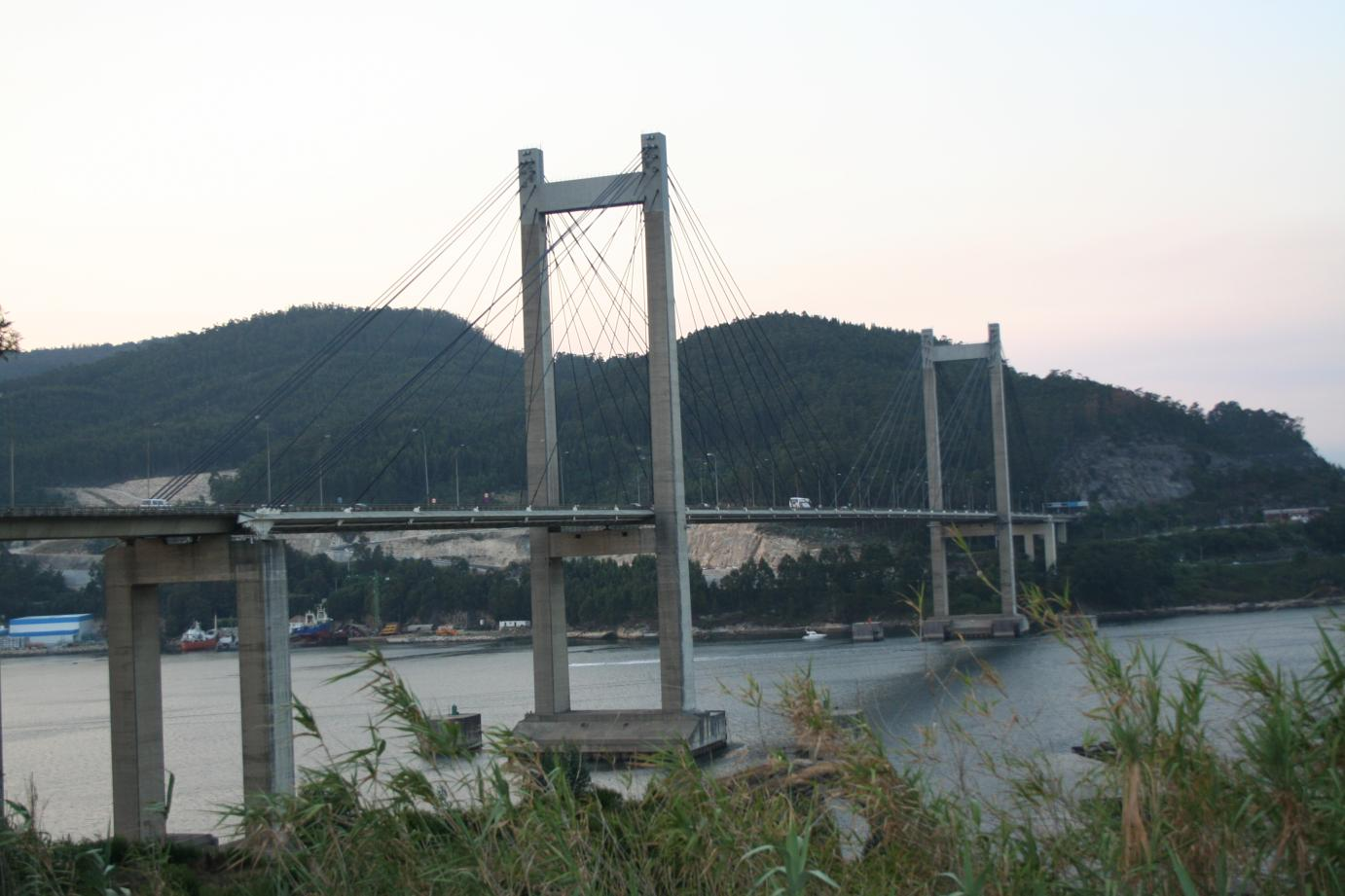
Puente de Rande